# Postparoxysmaler Dämmerzustand
Der postiktale Dämmerzustand (auch: postiktale Verwirrtheit oder postparoxysmaler Dämmerzustand) kann nach einem generalisierten tonisch-klonischen epileptischen Anfall oder nach einem fokalen Anfall mit Bewusstseinsstörung (komplex-fokalen oder psychomotorischen Anfall) auftreten, häufiger schließt er sich jedoch an eine Anfallserie an.
Auffälligste Symptome sind eine Bewusstseinsstörung, eine Aufmerksamkeitsstörung und eine Desorganisation in Denken und Handeln. Das qualitative Bewusstsein kann eingeengt sein, es kann aber auch das quantitative Bewusstsein (Vigilanz) vermindert sein. Der postiktale Dämmerzustand gehört formal zu den Delirien. Er ist eines der seltenen Beispiele für eine qualitative Bewusstseinsstörung.
Entsprechend sind die betroffenen Menschen in den Denkabläufen und oft im ganzen Verhalten verlangsamt und in ihrer Wahrnehmungsmöglichkeit eingeschränkt. Häufig verkennen sie den Aufforderungscharakter einer Situation oder die Bedeutung von Wahrnehmungsobjekten und zeigen überschießende Reaktionen auf einfache, grobe Reize, wie beispielsweise Berührung oder Bewegung anderer Menschen. Sie erleben diese als bedrohlich und reagieren mit ängstlicher Flucht oder aggressiver Abwehr z. B. bei gut gemeinten Berührungen durch Dritte. Allein gelassen zeigen die betroffenen Menschen eine Ruhe- und Ratlosigkeit, die sie selbst als sehr unangenehm erleben. Die Motorik ist in diesem Dämmerzustand auffällig ungeschickt und undifferenziert.
Nach vielen Anfällen kommt eine kurze Verwirrtheit vor, z. B. nach einem nonkonvulsiven Status epilepticus, es ist aber besonders im höheren Lebensalter auch eine längere Dauer – bis zu einer Woche – möglich.
Eine andere postparoxysmale Erscheinung ist z. B. die Toddsche Parese.